# Scarus coeruleus
El pez loro azul (Scarus coeruleus) es una especie de pez perciformes de la familia Scaridae.

## Morfología
El pez loro azul es un pez casi completamente de color azul brillante, típico de las especies de peces loro (Scarus). También se les conoce como kwabs azules, bluemen, loros azules y kwabs.
Por término medio miden de alrededor de 30-75 cm de longitud, pero pueden crecer hasta 1,2 metros. Los machos son generalmente más grandes que las hembras, que también tienden a desarrollar "jorobas" en la cabeza. Se alimentan, principalmente, de algas y pequeños animales que viven en la arena.
El nombre de "loro" se refiere a las mandíbulas "de pico" y los dientes fusionados de esta especie. Estos dientes se utilizan para raspar las algas de las rocas y los corales. Curiosamente, también poseen lo que se conoce como los dientes faríngeos, que son esencialmente dientes en la garganta. Los peces loro usan estos dientes para triturar las rocas o corales que ingieren, expulsándolos a continuación, creando así nueva arena. En realidad, esto conduce a la formación de pequeñas islas y playas de arena en el Caribe. Cada pez loro puede producir hasta 200 libras de arena al año.
Algunas especies de peces loro secretan un "capullo" de mucosidad bucal antes de ir a dormir, que luego cubre el Pez entero. Se cree que esto ayuda a protegerlos de los depredadores al ocultar su olor.
Se clasifican actualmente como "Preocupación menor" en la Lista de Especies en Peligro de Extinción, pero siguen siendo vulnerables debido a la destrucción de la barrera de coral, el cual es su hábitat.

## Distribución geográfica
Habitan en gran parte del Atlántico Occidental, donde se encuentra desde Maryland (Estados Unidos), Bermuda y Bahamas hasta Río de Janeiro (Brasil), incluyendo las Indias Occidentales aunque está ausente en el norte del golfo de México.